# Begusarai
Begusarai – miasto w Indiach, w stanie Bihar. W 2011 roku liczyło 252 008 mieszkańców.